# Discografia de Mallu Magalhães
A discografia de Mallu Magalhães, cantora, compositora e multi-instrumentista brasileira de MPB, consiste em cinco álbuns de estúdio (incluindo um em colaboração), uma compilação e dezessete singles (incluindo quatro em colaboração). A videografia relacionada da artista é formada por um álbum de vídeo e dezesseis videoclipes (incluindo dois em colaboração).
O seu primeiro álbum, Mallu Magalhães, foi lançado em 2008 e vendeu mais de 20 mil cópias. No total, teve quatro canções de trabalho, são elas: "J1", "O Preço da Flor", "Vanguart" e "Tchubaruba", o primeiro grande sucesso da cantora. O segundo disco da artista, novamente intitulado Mallu Magalhães, foi lançado em 2009 e contou apenas com duas faixas de promoção: "Shine Yellow" e "Nem Fé Nem Santo". O disco foi o primeiro de Mallu a ser lançado por uma grande gravadora, a Sony Music, e destacou-se por mostrar maior abertura em termos de linguagens musicais, maior amadurecimento e passagens por novos ritmos como o reggae e o samba da tropicália, porém terminou com o mesmo número de cópias vendidas que seu antecessor. A partir da turnê em apoio aos dois primeiros álbuns da artista, foi gerado o álbum de vídeo Mallu Magalhães. O seu terceiro álbum de estúdio, Pitanga, lançado em 2011, gerou os singles "Velha e Louca" e "Sambinha Bom", sendo estes dois dos maiores sucessos de toda a carreira da artista, e a faixa "Highly Sensitive" acabou por ser utilizada nos comerciais do Windows 8. O disco obteve a marca de 35 mil cópias vendidas no Brasil e 16 mil cópias em Portugal.
Dois anos depois, em 2013, Mallu Magalhães lança Highly Sensitive, sua primeira e única coletânea, que reúne material de seus três discos lançados anteriormente. O disco, lançado somente nos Estados Unidos, teve todo seu estoque esgotado por americanos que não sabiam que a cantora era brasileira, fazendo com que novos lotes fossem encaminhados para mais lojas, totalizando mais de 50 mil cópias vendidas no país. Já em 2014, a cantora surpreende ao anunciar uma parceria com Marcelo Camelo e o baterista português Fred Ferreira, que ficaram conhecidos como Banda do Mar. O álbum homônimo de estreia, eleito um dos melhores discos do ano pela Rolling Stone Brasil, logo emplacou a primeira posição das paradas e rendeu duas indicações ao Grammy Latino, duas vitórias do Prêmio Multishow de Música Brasileira e um Troféu APCA. Vem, seu quinto e mais recente álbum de estúdio, considerado o seu melhor trabalho até então, foi lançado em junho de 2017, tendo como canções de trabalho "Casa Pronta" e "Você Não Presta", além dos singles promocionais "Será Que Um Dia" e "Navegador". O disco, assim que disponibilizado em todas as plataformas, alcançou a segunda posição das paradas no Brasil e a quinta em Portugal e foi muito bem recebido pela crítica, que ressalta o amadurecimento musical e poético de Mallu e vislumbra o posto de um dos melhores lançamentos nacionais do ano.

## Álbuns de estúdio
| Álbum                           | Detalhes | Vendas                  |
| ------------------------------- | --- | ----------------------- |
| Mallu Magalhães                 | - Lançamento: 15 de novembro de 2008 - Gravadora: Agência de Música - Formatos: CD, download digital              | - : 20.000+             |
| Mallu Magalhães                 | - Lançamento: 8 de dezembro de 2009 - Gravadora: Agência de Música, Sony Music - Formatos: CD, download digital   | - : 20.000+             |
| Pitanga                         | - Lançamento: 30 de setembro de 2011 - Gravadora: Agência de Música, Sony Music - Formatos: CD, download digital  | - : 35.000+ - : 16.000+ |
| Banda do Mar (com Banda do Mar) | - Lançamento: 5 de agosto de 2014 - Gravadora: Sony Music, NOIZE Record Club - Formatos: CD, LP, download digital | - : 30.000+ - : 15.000+ |
| Vem                             | - Lançamento: 9 de junho de 2017 - Gravadora: Agência de Música, Sony Music - Formatos: CD, download digital      | —                       |
| Esperança                       | - Lançamento: 15 de junho de 2021 - Gravadora: Quero Quero - Formatos: download digital                           |                         |

## Álbuns de compilação
| Álbum            | Detalhes | Vendas      |
| ---------------- | --- | ----------- |
| Highly Sensitive | - Lançamento: 1 de outubro de 2013 - Gravadora: Agência de Música, Sony Music - Formatos: CD, download digital | - : 50.000+ |

## Singles
| Ano  | Título                                 | Melhor posição | Álbum           |
| Ano  | Título                                 | BRA            | Álbum           |
| ---- | -------------------------------------- | -------------- | --------------- |
| 2008 | "J1"                                   | 31             | Mallu Magalhães |
| 2008 | "Tchubaruba"                           | 23             | Mallu Magalhães |
| 2009 | "O Preço da Flor"                      | 71             | Mallu Magalhães |
| 2009 | "Vanguart"                             | 93             | Mallu Magalhães |
| 2011 | "Shine Yellow"                         | 72             | Mallu Magalhães |
| 2011 | "Nem Fé Nem Santo"                     | 90             | Mallu Magalhães |
| 2012 | "Velha e Louca"                        | 14             | Pitanga         |
| 2012 | "Sambinha Bom"                         | 85             | Pitanga         |
| 2014 | "Mais Ninguém" (com Banda do Mar)      | 3              | Banda do Mar    |
| 2014 | "Hey Nana" (com Banda do Mar)          | 26             | Banda do Mar    |
| 2014 | "Muitos Chocolates" (com Banda do Mar) | 11             | Banda do Mar    |
| 2015 | "Dia Clarear" (com Banda do Mar)       | 12             | Banda do Mar    |
| 2016 | "Casa Pronta"                          | 54             | Vem             |
| 2017 | "Você Não Presta"                      | 15             | Vem             |
| 2017 | "Navegador"                            | 80             | Vem             |
| 2017 | "Será Que Um Dia"                      | —              | Vem             |
| 2017 | "Vai e Vem"                            | —              | Vem             |

## Outras composições
| Ano  | Canção                     | Artista        | Lançamento                  |
| ---- | -------------------------- | -------------- | --------------------------- |
| 2015 | "Quando Você Olha Pra Ela" | Gal Costa      | Estratosférica              |
| 2017 | "Não Posso Mais"           | Paulo Miklos   | A Gente Mora no Agora       |
| 2018 | "Eu Te Amo"                | Beatriz Pessoa | Festival RTP da Canção 2018 |

## Participações
| Ano  | Artista                  | Canção                    | Álbum                                         |
| ---- | ------------------------ | ------------------------- | --------------------------------------------- |
| 2008 | Marcelo Camelo           | "Janta"                   | Sou                                           |
| 2009 | Vários Artistas          | "How D'You Do"            | Beatles 69 Vol.2 - O Outro Lado Da Abbey Road |
| 2009 | Vários Artistas          | "It Ain't Me Babe"        | Letra & Música: Bob Dylan                     |
| 2009 | Vanguart                 | "The Last Time I Saw You" | Multishow Registro (Live)                     |
| 2012 | Dado Villa-Lobos         | "Quando A Casa Cai"       | O Passo do Colapso                            |
| 2012 | Thiago Pethit            | "Perto do Fim"            | Estrela Decadente                             |
| 2012 | Tom Zé                   | "Tropicalea Jacta Est"    | Tropicália Lixo Lógico                        |
| 2012 | Tom Zé                   | "O Motobói e Maria Clara" | Tropicália Lixo Lógico                        |
| 2013 | Vários Artistas          | "Elegia"                  | Mulheres de Péricles                          |
| 2014 | Bruno Capinan            | "Sambolento"              | Tudo Está Dito                                |
| 2015 | Vários Artistas          | "Demais"                  | Cantoras do Brasil (Deluxe)                   |
| 2015 | Vários Artistas          | "Manhã de Carnaval"       | Cantoras do Brasil (Deluxe)                   |
| 2015 | Tricky                   | "Something In The Way"    | Não inclusas em nenhum álbum                  |
| 2016 | Macau                    | "Tudo Outra Vez"          | Não inclusas em nenhum álbum                  |
| 2017 | Luis Otávio & Ana Camelo | "Atraente"                | Acalanto                                      |

## Trilhas Sonoras
| Ano  | Canção                             | Obra                         |
| ---- | ---------------------------------- | ---------------------------- |
| 2010 | "Nossa Canção"                     | O Bem-Amado                  |
| 2010 | "Versinho de Número Um"            | Malhação                     |
| 2011 | "Shine Yellow"                     | Desenrola                    |
| 2011 | "Feminine Side"                    | Qualquer Gato Vira-Lata      |
| 2011 | "My Home Is My Man"                | Qualquer Gato Vira-Lata      |
| 2011 | "Para e Olha Para Mim"             | Qualquer Gato Vira-Lata      |
| 2011 | "Janta" (de Marcelo Camelo)        | Qualquer Gato Vira-Lata      |
| 2014 | "Medo de Amar"                     | Tim Maia                     |
| 2014 | "Mais Ninguém" (com Banda do Mar)  | Alto Astral                  |
| 2015 | "Mais Ninguém" (com Banda do Mar)  | Malhação: Seu Lugar no Mundo |
| 2015 | "Mais Ninguém" (com Banda do Mar)  | Meu Passado Me Condena 2     |
| 2015 | "Dia Clarear" (com Banda do Mar)   | A Regra do Jogo              |
| 2016 | "Versinho de Número Um"            | Lua em Sagitário             |
| 2016 | "Faz Tempo"                        | Sol Nascente                 |
| 2017 | "Seja Como For" (com Banda do Mar) | Malhação: Viva a Diferença   |
| 2017 | "Casa Pronta"                      | Malhação: Viva a Diferença   |

## Videografia

### Álbuns de vídeo
| Álbum           | Detalhes                                                                         | Vendas      |
| --------------- | -------------------------------------------------------------------------------- | ----------- |
| Mallu Magalhães | - Lançamento: 25 de abril de 2009 - Gravadora: Agência de Música - Formatos: DVD | - : 10.000+ |

### Videoclipes
| Ano  | Canção                            | Direção           |
| ---- | --------------------------------- | ----------------- |
| 2008 | "J1"                              | Levi’s Music      |
| 2008 | "Tchubaruba"                      | Macau Amaral      |
| 2009 | "O Preço da Flor"                 | Macau Amaral      |
| 2009 | "Vanguart"                        | Rodrigo Pesavento |
| 2010 | "Nossa Canção"                    | Guel Arraes       |
| 2010 | "Sur Mon Coeur"                   | Mallu Magalhães   |
| 2011 | "Shine Yellow"                    | Rodrigo Pesavento |
| 2011 | "Nem Fé Nem Santo"                | Fabrício Bittar   |
| 2012 | "Velha e Louca"                   | Paulo Gandra      |
| 2012 | "Sambinha Bom"                    | The Wolfpack      |
| 2014 | "Mais Ninguém" (com Banda do Mar) | Everton Oliveira  |
| 2015 | "Dia Clarear" (com Banda do Mar)  | Thiago Calviño    |
| 2016 | "Casa Pronta"                     | Marcelo Camelo    |
| 2017 | "Você Não Presta"                 | Bruno Ferreira    |
| 2017 | "Vai e Vem"                       | Rafael Rocha      |
| 2018 | "Navegador"                       | Jean Schwarz      |